# Битва при Гаррисе
В битве при Гаррисе (также известной как Битва при Сен-Пале) (15 февраля 1814 года) силы союзников под командованием генерала Артура Уэлсли, маркиза Веллингтона, атаковали французскую дивизию генерала Жана Ариспа. Французы были оттеснены в полном беспорядке в город Сен-Пале. Благодаря этой незначительной победе союзники смогли обеспечить на заключительном этапе Пиренейской войны безопасный переход через реку Бидуз.
В битве при Ниве 9-13 декабря 1813 года армии маршала Никола Жан де Дьё Сульта не удалось оттеснить силы Веллингтона от Байонны. После этой битвы плохая погода вызвала двухмесячную паузу в военных действиях, во время которой французы сдерживали войска союзников в районе южнее и западней крепостей Байонны и Сен-Жан-Пье-де-Пор. Чтобы вырваться из этого региона, в феврале Веллингтон начал наступление на восток, оттеснив левое крыло Сульта. Колонна под командованием Роланда Хилла столкнулась с дивизией Ариспа в Гаррисе. Следующим сражением была битва при Ортезе.

## Предыстория
В битве при Ниве близ Байонны 9-13 декабря 1813 года Веллингтон с 36 тыс. британцев и 23 тыс. португальцев победил армию Сульта в 65 933 человека. Потери французов составили 5947 человек и 16 орудий, а потери союзников — 4662 человек. Другой источник указывает потери союзников в 5000 человек, отметив также, что французы потеряли 2000 человек из союзных немецких войск, которые перешли на сторону англо-португальцев. Эта битва ознаменовала окончание боёв за год. Сульт застал армию Веллингтона разделенной рекой Нив на две части, но не смог нанести сокрушительный удар. После этого французы отступили в Байонну и расположились на зимних квартирах.
В течение следующих двух месяцев плохая погода помешала армии Веллингтона продолжать наступление. Вскоре после прекращения боевых действий начались проливные дожди, сделавшие дороги непроходимыми и смывшие временные мосты союзников через Нив. Союзники по коалиции просили британского командующего продолжить его кампанию, но Веллингтон вежливо отказался от наступления в столь плохую погоду. Он объяснил, что это разрушит его армию, не принеся совершенно никакой пользы. После битвы при Нивеле 10 ноября 1813 года испанские войска Веллингтона вышли из-под контроля в захваченных французских деревнях. Не желая спровоцировать партизанскую войну со стороны французских гражданских лиц, британский командующий поддерживал строгую дисциплину в своих британских и португальских войсках и отправил большинство своих испанцев домой. Было оставлено только испанское подразделение Пабло Морильо, так как оно оплачивалась и снабжалась британским правительством. Политика Веллингтона вскоре окупилась, так как отпала необходимость охранять дороги в тылу армии.
В январе 1814 года армия Сульта сократилась на три дивизии и одну бригаду, которые были отправлены по требованию Наполеона на защиту восточной Франции. Для участия в северо-восточной французской кампании 1814 года были переброшена 7-я пехотная дивизия во главе с Жаном Франсуа Левалем (5428 человек), 9-я пехотная дивизия под командованием Пьера Франсуа Жозефа Буайе (5587 человек), драгунская дивизия под командованием Анн Франсуа Шарля Трельяра (2866 человек) и драгунская бригада под руководством Луи Эрнеста Жозефа Спарра (554 человек).
У Сульта оставались 1-я дивизия под командованием Максимильена Себастьена Фуа (4600 человек), 2-я дивизия во главе с Жаном Бартелеми Дарманьяком (5500 человек), 3-я дивизия под командованием Луи Жана Николя Аббе (5300 человек), 4-я дивизия под руководством Элуа Шарльманя Топена (5600 человек), 5-я дивизия под командованием Жан-Пьера Марансена (5000 человек), 6-я дивизия под командованием Эжен-Казимира Вийята (5200 человек), 8-я дивизия во главе с Жаном Изидором Ариспом (6600 человек) и кавалерийская дивизия под командованием Пьер-Бенуа Сульта (3800 человек). Под командованием маршала Сульта также были 7300 артиллеристов, инженеров и кучеров, а также гарнизон Байонны (8800 человек) и гарнизон в Сен-Жан-Пье-де-Пор (2400 человек). Первоначальная 8-я дивизия была разбита в битве при Нивеле. Она была восстановлена путем добавления бригады Мари Огюста Пари, заимствованной у маршала Луи Габриэля Сюше, к двум бригадам из резерва Вийята.
Армия Веллингтона включала в себя 1-ю дивизию под командованием Кеннета Говарда (6898 человек), 2-ю дивизию во главе с Уильямом Стюартом (7780 человек), 3-ю дивизию под командованием Томаса Пиктона (6626 человек), 4-ю дивизию под руководством Лоури Коула (5952 человека), 5-ю дивизию под командованием Эндрю Хэя (4553 человек), 6-ю дивизию под руководством Генри Клинтона (5571 человек), 7-я дивизия под командованием Джорджа Уокера (5643 человека), Лёгкая дивизия под руководством Карла фон Альтена (3480 человек), португальская дивизия под командованием Карлоса Лекора (4465 человек) и испанская дивизия Морильо (4924 человека). Степлтон Коттон командовал тремя лёгкими кавалерийскими бригадами под непосредственным началом Генри Фейна (765 сабель), Хасси Вивиана (989 сабель) и Роберта Эдварда Сомерсета (1619 сабель). Кроме того, в армии союзников было три независимых пехотных бригады — 1816 англичан под командованием Мэтью Уитворта-Эйлмера, 2185 португальцев во главе с Джоном Уилсоном и 1614 португальцев под руководством Томаса Брэдфорда
Сульт расположил свою штаб-квартиру в Перораде и разместил дивизии на линии, проходящей от крепости Байонна на западе к крепости Сен-Жан-Пье-де-Пор на юго-востоке. Он полагал, что Веллингтон попытается окружить Байонну, пересеча реку Адур к востоку от города. Чтобы предотвратить это, французский маршал выделил три дивизии для обороны реки Адур от Байонны до Порт-де-Ланна. Четыре дивизии защищали реку Жуайёз от Адура до деревни Элет. Кавалерийские аванпосты закрывали разрыв между Элетом и Сен-Жан-Пье-де-Пор, который был блокирован испанскими партизанами под командованием Франсиско Эспос-и-Мина. Сульт намеревался нанести удар по союзникам, когда они попытаются переправиться через Адур, но у Веллингтона были другие планы. Британский командующий решил использовать корпус Джона Хоупа, 4-го графа Хоуптоуна, против Байонны, одновременно наступая остальными двумя корпусам на восток, чтобы отвлечь армию Сульта от Байонны.
Сульт смог собрать 60 тыс. солдат и 77 орудий, в то время как армия Веллингтона насчитывала более 70 тыс. человек. Дожди прекратились во второй неделе февраля, и 14 февраля Веллингтон начал наступление. На правом фланге находился корпус Роланда Хилл в 20 тыс. человек, включая 2-ю дивизию, португальскую дивизию, испанцев Морильо и кавалерийскую бригаду Фейна. Хилл был временно назначен командующим 3-й дивизией. Слева от Хилла находился корпус Уильяма Бересфорда, состоящий из 25 400 человек, состоящий из 4-й, 6-й, 7-й и Лёгкой дивизий, а также кавалерийских бригад Вивиана и Сомерсета. Основная колонна Хилла направилась на восток к Элету, в то время как 3-я дивизия Пиктона начала наступление в направлении Бонлока на севере, а дивизия Морильо двинулась через предгорья дальше на юг. Перед лицом этой угрозы подразделение Ариспа в Элете покинуло Жуайёз и отступило к реке Бидуз в Сен-Пале. Вийят, левый фланг которого теперь открылся, после столкновения с 3-й дивизией Пиктона также отступил к реке Бидуз.

## Битва
К западу от Сен-Пале Арисп занял оборонительную позицию в Гаррисе. Он развернул свою дивизию вдоль длинного хребта и стал ждать наступления союзников. Единственным путём для отступления был мост через Бидуз в Сен-Пале. Поздно вечером 15 февраля бригада Уильяма Генри Прингла, находящаяся в авангарде корпуса Хилла, подошла к позиции французов, но вместо полноценного боя британцы лишь вступили перестрелку. Солдаты устали от долгого похода и с нетерпением ждали ночлега. Внезапно прибыл адъютант Веллингтона и потребовал: «Захватите этот холм до наступления темноты». Войска быстро выстроились в плотную колонну и начали наступление.
У Ариспа было около 7 тыс. солдат. Это были по два батальона из 9-го, 25-го и 34-го лёгких пехотных полков и по батальону из 45-го, 81-го, 115-го, 116-го и 117-го пехотных полков. Против них Веллингтон и Хилл выставили около 11 тыс. человек, в том числе два батальона бригады Прингла, 1-е батальоны 28-го и 39-го пехотных полков. Кроме того, были две португальские бригады Лекора под командованием Ипполита Да Коста и Джона Бьюкена. Бригада Да Косты состояла из двух батальонов, по одному из 2-го и 14-го португальских пехотных полков, в то время как бригада Бьюкена состояла из трёх батальонов, по одному из 4-го и 10-го португальских пехотных полков и 10-го касадорского (лёгкого) батальона.
Во 2-ю дивизии Стюарта входили три британские и одна португальская бригады, 1-я под командованием Эдварда Барнса, 2-я под командованием графа Страффорда, 3-я под командованием Прингла и португальцы под командованием Генри Хардинджа.
Батальоны Прингла быстро пробились к гребню хребта. Французские защитники храбро контратаковали, но не смогли отогнать врага. По мере продолжения боя испанцы Морильо и португальцы Лекора начали окружать фланги уступающей им по численности французской дивизии. Увидев угрозу полного уничтожения, Арисп приказал отступать. С приближением к мосту португальцев отступление французов превратилось в паническое бегство. Большинству удалось переправиться через мост, но союзники захватили несколько человек на восточном берегу. Французы потеряли 300 человек убитыми и ранеными, и 200 пленными. Потери союзников составили 170 человек, в том числе 40 португальцев. Разгром настолько деморализовал дивизию Ариспа, что ему не удалось собрать своих солдат в Сен-Пале, и он был вынужден отступить на запад к Домезен-Беррот. Хотя французским инженерам удалось частично взорвать мост, союзники вскоре починили его.

## Итог
Англо-союзная армия прорвала линию на Бидузе. 16 февраля Сульт отозвал две дивизии с севера Адура, оставив в Байонне гарнизон в 14 тыс. человек под командованием Аббе. Французский маршал собрал полевую армию из 32 тыс. пехотинцев и 3800 кавалеристов. Он начал реформировать свою линию за реками Гав-д’Олорон и Сайсон, от Перорада до Советер-де-Беарна и Наварренса. Сульту противостояли 42 тыс. пехотинцев и 3 тыс. кавалеристов Веллингтона. Корпус Бересфорда перебрался в Бидаш в нижнем течении Бидуз. К 18 февраля все силы Сульта располагались вдоль Гав-д’Олорон, в то время как Хилл послал разведку в Советер, а Бересфорд провёл рекогносцировку у Астинга, где располагался французский плацдарм на южном берегу. Той ночью пошёл и дождь со снегом, в результате чего Веллингтон приостановил операции на четыре дня.
Тем временем британцы осуществили смелый план, чтобы окружить Байонну, пересеча Адур ниже крепости. Так как ширина Адура ниже Байонны составляла 300 ярдов (274 м), с высотой приливов 14 футов (4,3 м), Сульт не подозревал, что союзники попытаются там переправиться, и не выделил силы на охрану Адура ниже Байонны. 23 февраля Хоуп отправил через Адур восемь отрядов из 1-го дивизиона, чтобы создать предмостный плацдарм. В тот вечер с помощью ракет Конгрива они разогнали два французских батальона, которые были направлены для предотвращения вторжения. На следующий день 34 каботажных судна зашли в канал, и британцы построили мост, используя суда в качестве понтонов. К противоположному берегу были протянуты пять мощных тросов, каждый из которых был прикреплён к тяжёлой 18-фунтовой пушке. После этого поверх палуб судов из досок была построена переправа. Британские войска устремились на противоположный берег, и к 27 февраля Байонна была полностью окружена корпусом Хоупа. В тот же день состоялась битва при Ортезе.